# Sauels
Die Sauels frische Wurst GmbH Fleischwaren & Co. KG ist ein deutscher Wurstwarenhersteller mit Sitz in Kempen am Niederrhein. 
Obergesellschaft der Sauels-Gruppe ist die Sauels AG in Kempen. In den Konzernabschluss werden insgesamt 12 Tochterunternehmen einbezogen. Neben Fleisch- und Wurstwaren werden auch Frischmenüs hergestellt und Dienstleistungen in der Gemeinschaftsverpflegung erbracht.
Die beiden Produktgruppen mit dem höchsten Umsatzanteil sind Kochschinken und Brühwurst.
In Kempen befindet sich die Firmenzentrale der Sauels-Gruppe. In Arnstadt in Thüringen wurde im Jahre 2007 ein Kochschinkenwerk gebaut. Hier werden bis heute nur Variationen von Kochschinken produziert. Die Tageskapazität liegt bei 100 t. Die zweite Produktionsstätte liegt in Barchfeld, ebenfalls in Thüringen. Dieses Werk produziert seit 2004 nur eine Produktgruppe, nämlich Brühwursterzeugnisse. Hier liegt die Tageskapazität bei 80 t. Die hochspezialisierte Fertigungsweise ermöglicht eine sehr rationelle Fertigung, da praktisch keine Umrüstzeiten anfallen.